# Río Negro (San Tadeo)
El río Negro es un curso natural de agua que nace de los desagües de varias lagunas cuya hoyas limitan con el lado sureste de la cuenca del lago Presidente Ríos en la península de Taitao de la Región de Aysén. El río desemboca en el río San Tadeo.

## Trayecto
Un informe sobre la factibilidad del canal Ofqui describe el río Negro en las siguientes palabras:: 3 
El río Negro procede	del interior de	la península de Taitao y corre en dirección SE.	en su curso superior, aproximándose a la laguna	San Rafael hasta el punto donde	encuentra la senda Costa, donde	 cambia su dirección hacia el SO. Continúa así por unos 8 kilómetros, para luego	unir sus aguas rojizas y limpias con las turbias y cenagosas del río Lucac. Con	un ancho medio de 50 a 100 metros, el río Negro mantiene una profundidad de 5 a 9 metros, excepto en las crecidas, en	que dichos valores varían considerablemente. Su	corriente varía	entre 0,2 y 0,8	nudos, y su nivel más	bajo está a 0,60 metros	más alto que las aguas bajas de	la laguna San Rafael.

## Historia
Era llamado río Atalquec por los Chonos.
Luis Risopatrón escribe en su Diccionario Jeográfico de Chile sobre el río:: 584 
Negro (Río). Es de aguas de tinte oscuro, que no están influenciadas por las mareas i son aptas para las bebidas; corre con un ancho de no más de 50 m en su parte superior, entre riberas densamente boscosas en muchas partes, por entre troncos que se encuentran sumergidos en su lecho i en otras partes por entre champas y matorrales, que cubre en la crecidas producidas por las lluvias, frecuentes en la región. En las avenidas las aguas suben 4 o 5 m, inundan grandes estensiones de suelo i se acumulan en los terrenos bajos, donde forman lagunas de poco fondo: afluye del NE con el de Lucac, forma el río de San Tadeo, de la bahía de San Quintín.
El río Negro servía como conexión fluvial entre las aguas al norte y al sur de la península de Taitao. Desde el sur los Chonos remontaban el río San Tadeo, ingresaban al río Negro, desde él, podían elegir dos vías hacia el norte. La primera, la más conocida en los relatos de los exploradores, consistía en arrastrar las dalcas hacia el oeste por cerca de 2 km hasta la laguna San Rafael. La otra opción, era navegar hacia el oeste hacia el origen del río Negro, arrastrar las canoas hasta el brazo sureste del lago Presidente Ríos para salir hacia el norte por su emisario, el río Presidente Ríos y continuar por el estuario Thomson y luego el Barros Arana hacia el norte. 
Según el proyecto del Canal Ofqui, debía empalmar con el canal artificial que vendría desde la laguna San Rafael, pero el plan fue abandonado a media construcción.